# Дослідницький інститут Рамана
Дослідницький інститут Рамана (англ. Raman Research Institute, RRI) — науково-дослідний інститут, розташований у Бенгалуру в Індії. Він був заснований лауреатом Нобелівської премії Чандрасекарою Венкатою Раманом у 1948 році. Хоча він починався як приватний інститут, що особисто належав Раману, у 1972 році він став автономним інститутом і почав отримувати кошти від Департаменту науки та технологій уряду Індії.

## Історія

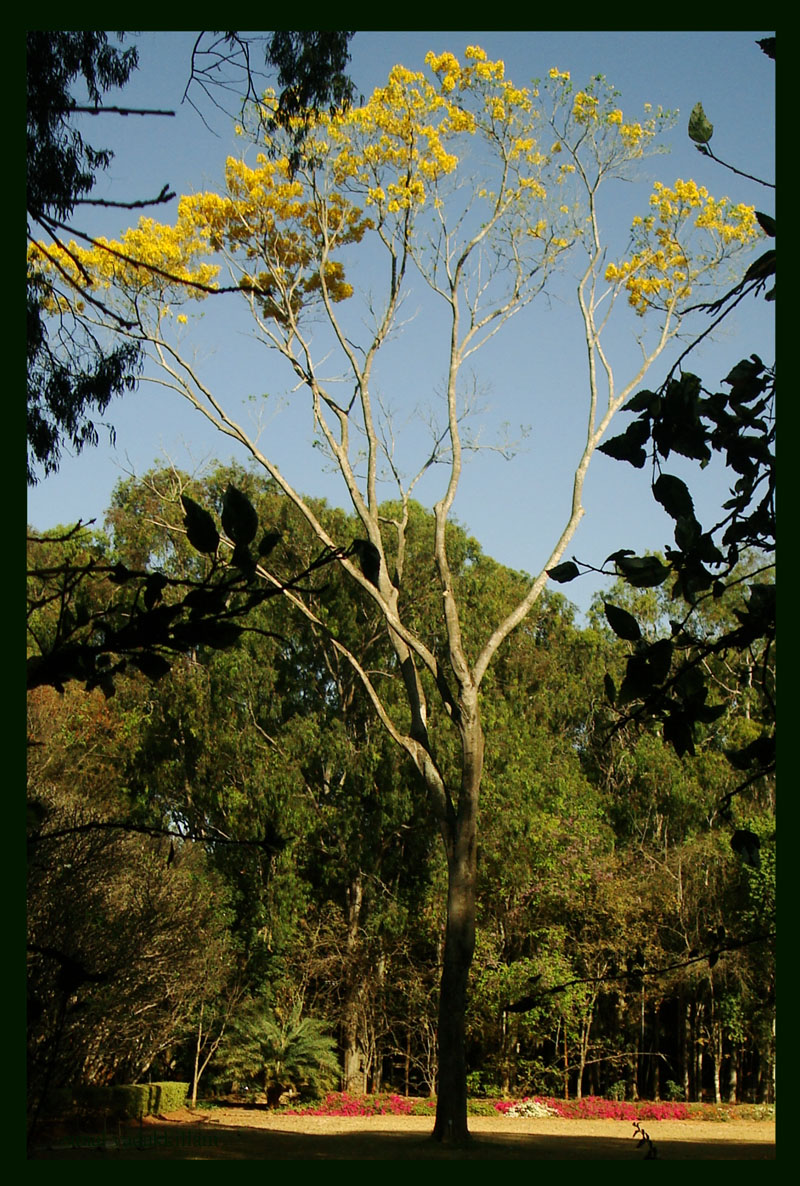
Дерево Рамана

Ще до заснування дослідного інституту, Раман звернувся до колишнього магараджі Майсура з проханням виділити землю для будівництва офісу та конференц-зали для Індійської академії наук. Магараджа задовольнив прохання Рамана і у 1934 році Індійській академії наук була виділена земельна ділянка в передмісті Маллешварам в Бенгалуру площею 4 га. Проте академія, очолювана в той час Раманом, сім років не використовувала землю. Згідно з умовами угоди з магараджею, уряд Майсуру міг застосувати цю землю для інших цілей, якщо наприкінці 1941 року вона залишиться невикористаною.
Раман, як президент академії наук, провів надзвичайні збори академії в 1941 році і запропонував побудувати на цій землі науково-дослідний інститут (і назвати на його честь). Пропозицію було схвалено, і на землі було закладено перший камінь, як свідчення того, що земля вже використовується. Проте лише в 1948 році інститут відкрили. Того ж року Раман пішов у відставку з посади голови відділу фізики Індійського наукового інституту та перейшов до свого щойно заснованого інституту. Таким чином, Інститут Рамана почав працювати під егідою Індійської академії наук, і обидві ці установи очолював Раман.
Раман не любив писати звіти за науковими проєктами. З цієї причини він відмовився приймати будь-які кошти від уряду Індії та інших джерел. Як Нобелівський лауреат, Раман користувався значною повагою в індійському суспільстві, і зміг зібрати кошти для інституту за рахунок приватних пожертв і зборів коштів без участі держави. Раман казав: «Наші найкращі люди були жебраками — Будда, Шанкара і Махатма Ганді». Раман також вважав недостатнім той контроль, який уряд приділяв фінансуванню наукових досліджень у 1950-х і 1960-х роках.
Раман вважав, що після його смерті посади президента Індійської академії наук та директора Дослідницького інституту Рамана можуть перейти до різних осіб, і що Дослідний інститут Рамана не повинен залишатися в підпорядкуванні Індійської академії наук, а натомість мати автономію та окремий статус. Незадовго до своєї смерті Раман створив основу для управління інститутом, повністю відокремивши його від Індійської академії наук і надавши йому автономію. Інститут прийняв зміни одразу після смерті Рамана в 1971 році за згодою уряду. З 1972 року він працює завдяки щорічним грантам, які виділяє Департамент науки та технологій уряду Індії.

## Колекції
В інституті також зберігається геологічна та зоологічна колекції Рамана. Геологічна колекція включає дорогоцінні камені, кристали, мінерали і зразки гірських порід з усього світу. Біологічна колекція включає опудала птахів, жуків і метеликів.

## Напрями досліджень
Основні напрями досліджень:
- Астрономія та астрофізика
- Теоретична фізика
- Фізика світла та матерії

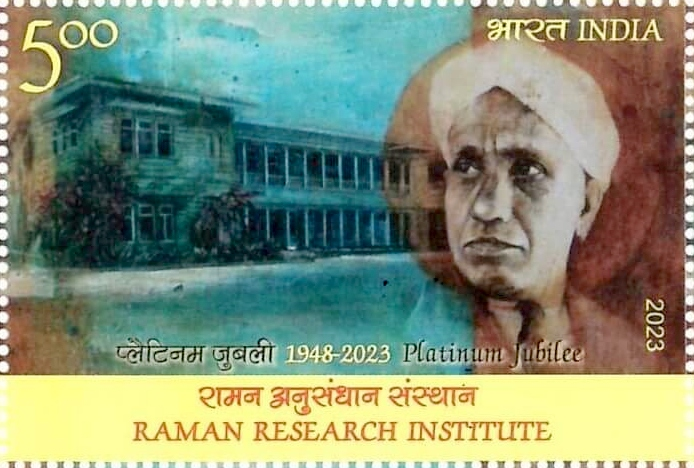
Індійська марка 2023 року із зображенням Рамана, присвячена 75-річчю інституту

- Фізика м'яких конденсованих середовищ

### М'які конденсовані середовища, рідкі кристали
Одним з актуальних пріоритетних напрямів досліджень інституту є рідкі кристали. Дослідницька програма охоплює широкий спектр тем, від синтезу нових рідкокристалічних матеріалів до електроніки дисплеїв. Найважливішими досягненнями групи є відкриття стовпчастої фази, утвореної дископодібними молекулами, і викликаного тиском мезоморфізму.
Також група рідких кристалів досліджує поверхнево-активні речовини, полімери, фізику біологічних систем.

### Астрономія і астрофізика
Астрономія та астрофізика є одним з основних напрямів роботи Дослідницького інституту Рамана, цей відділ має найбільшу кількість співробітників. Основні астрономічні дослідження, які проводяться в інституті, стосуються нейтронних зір та пульсарів, космології, дифузної речовини в просторі та астрономічних оглядів в радіодіапазоні.
Інститут виконує радіоастрономічні спостереження, використовуючи телескоп міліметрового діапазону діаметром 10,4 метра в університетському містечку, декаметровий радіотелескоп Гаурібіданурської радіообсерваторії (створений спільно з Індійським інститутом астрофізики), радіотелескоп Уті та Гігантський метрохвильовий радіотелескоп (створені Інститутом фундаментальних досліджень Тата). Дослідницький інститут Рамана також відіграв активну роль у створенні Маврикійського радіотелескопа спільно з Університетом Маврикію та Індійським інститутом астрофізики.

### Теоретична фізика

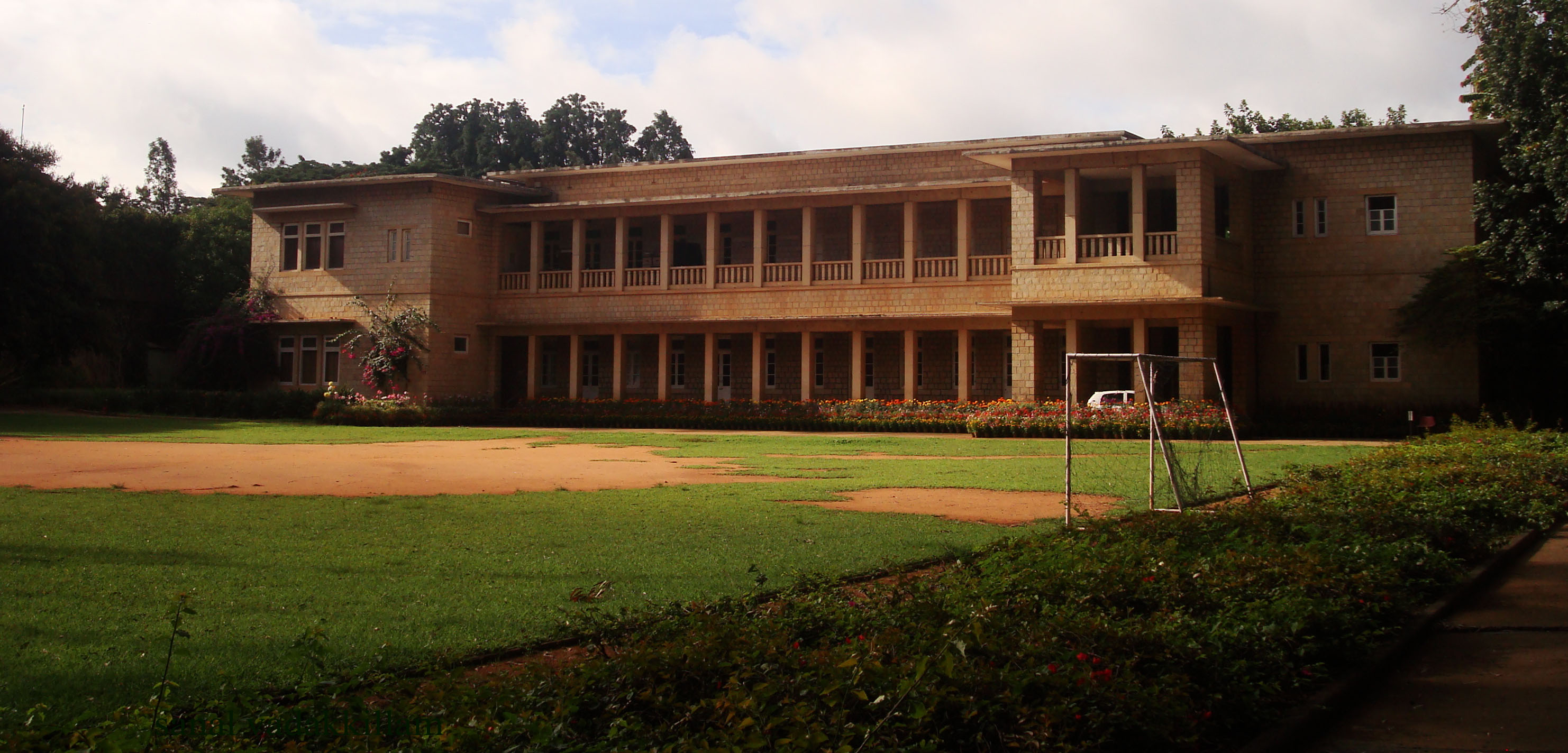
Науково-дослідний інститут Рамана

Діяльність у галузі теоретичної фізики в інституті була зосереджена на теорії відносності та гравітації, квантовій теорії та оптиці. Поточна діяльність у галузі гравітації зосереджена на гравітаційних хвилях та квантовій гравітації.
Іншим основним напрямом діяльності групи теоретичної фізики було вивчення поширення світлових хвиль у певних типах рідких кристалів і мінералів і пов'язане з ними явище поляризації. Шиварамакрішнан Панчаратнам, який приєднався до інституту в 1954 році, відкрив фундаментальний квантовий оптичний ефект, довівши існування геометричної фази в оптиці, званої тепер фазою Панчаратнама.

### Фізика світла та матерії. Лабораторія квантової інформації та обчислень
Лабораторія квантової інформації та обчислень (Quantum Information and Computing, QuIC) працює над проєктом Quantum Experiments using Satellite Technology (QuEST), підтримуваним Індійською організацією космічних досліджень. У 2020 році вона промоделювала квантове розповсюдження ключа між пристроями, а у 2021 році продемонструвала розподілення ключа на відстань 50 метрів із використанням квантової заплутаності. Ця робота є частиною Національної місії з квантових технологій і застосувань (National Mission on Quantum Technologies and Applications). Професор Урбасі Сінха та її команда в Дослідницькому інституті Рамана працюють над квантовою криптографією з 2017 року.